# Церковь Рождества Христова (Старополье)
Церковь Рождества Христова — православный храм в деревне Старополье Сланцевского района Ленинградской области. Здание построено во второй половине XIX века.
Памятник архитектуры регионального значения.

## История
Идея строительства церкви возникла у жителей села и прихода храма святого Илии в связи с тем, что он не вмещал всех прихожан и обветшал. Место для нового здания было выбрано в 200 метрах к северу от прежнего, на холме. Храм решено было выстроить трёхпрестольным, посвятив центральный придел Рождеству Христову, а боковые — святому Николаю Чудотворцу и Божией Матери «Всех скорбящих Радости».
Проект архитектора Ивана Слупского предусматривал сооружение величественного пятиглавого храма в русско-византийском стиле, с высокой пятиярусной колокольней. Средства для сооружения церкви собирались местными крестьянами, первоначально — по одному рублю с каждой ревизской души в год, а позже — по два рубля. Общая сумма сборов составила 7348 рублей. Также в финансировании строительства участвовали: император Александр II с императрицей Марией Александровной выделили 6000 рублей; департамент уделов, которому до 1861 году принадлежало село, отпустил 700 брёвен и 350 кубометров сажен дров для обжига кирпичей; крестьянин из деревни Овсище Николай Пантелеев пожертвовал церковной утвари и предметов на 3000 рублей; крестьяне Иван Евдокимов из Замошья и Даниил Галактионов из Засосья пожертвовали деньги на устройство железной кровли. Строительство обошлось в целом в 71300 рублей.
Размеры нового церковного здания составили: 46,5 м длина; 31,7 м ширина; высота до креста — 31,7 м; высота колокольни — 45 м. Храм освятили в 1888 году. При нём открыли новое приходское кладбище, а старая Ильинская церковь с 1893 года была обращена в церковь-школу.
В церкви находилась древняя икона Тихвинской Божией Матери — точная копия с чудотворной иконы, хранившейся в Тихвинском монастыре. Она была написала в 1676 году. Внизу на образе размещалась надпись: «многогрешный раб Парфенище». Икона была украшена ризой и цветными камнями в венце Божией Матери. Также в церкви были старинные оловянные ковчег и дароносица, венцы из белой жести и обложенное бархатом Евангелие от 1748 года. Из колоколов особо примечательный большой колокол, чей звон было слышно на расстоянии 25 км.
Храм Рождества Христова действовал до 1938 года, после чего был закрыт. Здание переделали в машинно-тракторную станцию. Кресты и верхние луковки с куполов, а также колокола сбросили в 1939—1940 годах. После закрытия церкви диакон Алексий был арестован и о судьбе его ничего более неизвестно. В годы войны, в 1942 году храм был вновь открыт и в нём возобновились службы. Над куполами вновь были установлены кресты. В 1944 году, после освобождения этой территории от немецкой оккупации, церковь закрыли, а здание стали использовать как гараж для машин, тракторов и комбайнов. Позднее в бывшем храме был устроен склад, а затем он пустовал.
В 1990 году по инициативе местных жителей была воссоздана православная община верующих. Решением сланцевских властей храм был передан верующим. В 1998 году началась реставрация здания. Была расчищена окружающая территория, срублены выросшие на кровле и на колокольне деревья. Отреставрированы святые врата и нижний ярус колокольни и в нем оборудован придел во имя святого пророка Илии, ставший четвертым по счёту в этом храме. Был вырезан двухъярусный иконостас с ажурными царскими вратами и установлен в приделе. Его украсили местные образа Спаса, Казанской Божией Матери и святого Илии. Из домового храма вернулась сюда икона Рождества Христова.
По состоянию на первую половину XXI века реставрация здания была приостановлена. В 2024 году храм законсервировали